# Остапенко Йосип Васильович
Йосип Васильович Остапенко (22 квітня 1918 — 19 листопада 1962) — офіцер РСЧА, учасник Німецько-радянської війни. Герой Радянського Союзу (1944).

## Біографія
Народився 22 квітня 1918 в селянській родині у селі Друга Коновалівка (на той час Нехворощанська волость, Костянтиноградський повіт, Полтавська губернія, Українська Народна Республіка). Українець. В 1935 році закінчив семирічну школу в Селещині, потім навчався у залізничному технікумі. Працював у колгоспі.
У 1937—1940 роках служив у Червоній армії.
Вдруге був мобілізований до Червоної Армії у липні 1941 року, відразу потрапив на фронт. У 1942 році закінчив курси молодших лейтенантів. У складі 859-го стрілецького полку воював на Степовому і 2-му Українському фронтах. Під час боїв був пораненим чотири рази. 
У березні 1944 року лейтенант Остапенко командував мінометним взводом 859-го стрілецького полку 294-ї стрілецької дивізії 52-ї армії 2-го Українського фронту. Відзначився у боях на території України і Молдавії. Підрозділ Остапенка у перших рядах переправився через Дністер в районі міста Могилів-Подільський і утримував плацдарм на західному березі річки. 
У боях на підступах до річки Прут його взвод захопив два німецькі міномети. 25 березня 1944 року в бою за станцію Родцел під Бельцами підрозділ лейтенанта Остапенка відбив чотири німецьких контратаки. В тому бою отримав поранення.
Указом Президії Верховної Ради СРСР від 13 вересня 1944 року за мужність і героїзм, проявлені при форсуванні Дністра і утриманні плацдарму на його західному березі» лейтенант Йосип Остапенко був удостоєний звання Героя Радянського Союзу з врученням ордена Леніна і медалі «Золота Зірка» за номером 6655.
Брав участь у радянсько-японській війні.
В 1946 році був демобілізований. Мешкав і працював у селі Абрамівка Машівського району Полтавської області Української РСР. 